# Lucy Webb Hayes
Lucy Ware Webb Hayes (Chilicothe, 28 augustus 1831 – Fremont, 25 juni 1889) was de echtgenote van Amerikaans president Rutherford B. Hayes en first lady van het land tussen 1877 en 1881. Ze was een van de populairste first lady's uit de negentiende eeuw. Ze was diepgelovig, verachtte slavernij en zorgde ervoor dat haar man meestreed voor de afschaffing van de slavernij.
Eens in het Witte Huis werd ze de populairste gastvrouw sinds Dolley Madison. Tijdens de ambtstermijn van Hayes werd er geen alcohol geschonken waardoor de media haar de naam "Lemonade Lucy" gaven. Ze introduceerde ook de nu jaarlijkse gewoonte dat kinderen paaseieren konden rollen op het gazon van het Witte Huis.
Bij haar overlijden werd de Amerikaanse vlag in het hele land halfstok gehangen om haar te eren.
- Bibliothèque nationale de France: cb119935611 (data)
- Gemeinsame Normdatei: 119507315
- International Standard Name Identifier: 0000 0000 2231 5143
- Library of Congress Control Number: n82000883
- SNAC: w65r5kkh
- Virtual International Authority File: 13119535
- WorldCat: E39PBJgt4wQ3XwDmFQgtYWwpyd

Martha Washington ·
Abigail Adams ·
Martha Jefferson Randolph ·
Dolley Madison ·
Elizabeth Kortright Monroe ·
Louisa Adams ·
Emily Donelson ·
Sarah Yorke Jackson ·
Angelica Van Buren ·
Anna Harrison ·
Letitia Tyler ·
Priscilla Tyler ·
Julia Tyler ·
Sarah Polk ·
Margaret Taylor ·
Abigail Fillmore ·
Jane Pierce ·
Harriet Lane ·
Mary Lincoln ·
Eliza Johnson ·
Julia Grant ·
Lucy Hayes ·
Lucretia Garfield ·
Mary McElroy ·
Rose Cleveland ·
Frances Cleveland ·
Caroline Harrison ·
Mary Harrison McKee ·
Ida McKinley ·
Edith Roosevelt ·
Helen Taft ·
Ellen Wilson ·
Edith Wilson ·
Florence Harding ·
Grace Coolidge ·
Lou Hoover ·
Eleanor Roosevelt ·
Bess Truman ·
Mamie Eisenhower ·
Jacqueline Kennedy ·
Lady Bird Johnson ·
Pat Nixon ·
Betty Ford ·
Rosalynn Carter ·
Nancy Reagan ·
Barbara Bush ·
Hillary Clinton ·
Laura Bush ·
Michelle Obama ·
Melania Trump ·
Jill Biden ·
Melania Trump